# Yan Balinec
 (juillet 2017).
Si vous disposez d'ouvrages ou d'articles de référence ou si vous connaissez des sites web de qualité traitant du thème abordé ici, merci de compléter l'article en donnant les références utiles à sa vérifiabilité et en les liant à la section « Notes et références ».
Yan Balinec est un auteur et poète français, né le 16 août 1928 à La Flèche (Sarthe) et mort le 8 août 2009 à Douarnenez.
Après ses études au Prytanée national militaire puis au séminaire de La Flèche, il est prothésiste dentaire, puis il choisit la voie du juste milieu au bord du vieil océan, à Douarnenez où il écrit contes, poésie, théâtre, etc.
Il était président fondateur, auteur-maquettiste-relieur (il ne sous-traitait que l'impression de ses ouvrages) des Éditions Remuage à Douarnenez.
Il meurt le 8 août 2009 des suites d'une pleurésie à l'hôpital de Douarnenez, à l'âge de 81 ans.

## Œuvre
- Bréviaire barbare, éditions remuage, 2004
- Dalc'homp plogo, éditions belenos, 2003
- L'état d'homme ou la nouvelle Celtie, éditions de l'Ascèse, 2003
- Jacob Boehme ou le cordonnier du ciel, Douarnenez : Remuage, 2000. (OCLC 49198590)
- Droits d'asile, Douarnenez : Remuage, 2000. (OCLC 51019540)
- Bois incrustés d'étain en Pays Celtiques : tradition et technique, Douarnenez : Ed. Remuage, [s.d.]. (OCLC 44575110)
- Judickaêl, conte initiatique, éditions remuage, 1999
- Le fils de Judickaël ou les rois chômeurs, Vincent Jerome (17 février 1996)  (ISBN 2908068524)
- Chair âme, éditions remuage,
- Pondérale, préface de Pierre-Jakez Hélias,
- Le faux pli du drapeau - journal d'un objecteur, Paris Éditions mondiales, 1957. (OCLC 49491597)

## Pour approfondir